# Consideraciones intempestivas

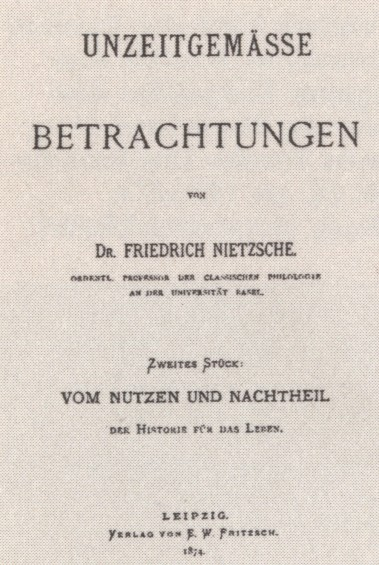
Portada de la primera edición de "Sobre la utilidad y desventaja de la historia para la vida" (el segundo ensayo de la obra), 1874.

Consideraciones intempestivas (en alemán: Unzeitgemässe Betrachtungen), está compuesto por cuatro obras del filósofo Friedrich Nietzsche, escritas entre los años 1873 y 1876.
La obra consiste en una colección de cuatro (de un total de 13 proyectados) ensayos sobre la condición contemporánea de la cultura europea, especialmente la alemana. Apareció un quinto ensayo, publicado póstumamente, con el título "Nosotros, filólogos", y planteaba como "Tarea para la filología: desaparecer". Aquí Nietzsche comenzó a discutir las limitaciones del conocimiento empírico y presentó lo que aparecería condensado en aforismos posteriores. Combina la ingenuidad de El nacimiento de la tragedia con los inicios de su estilo polémico más maduro. Fue la obra más humorística de Nietzsche, especialmente por el ensayo "David Strauss: el confesor y el escritor".

## Publicación
En los cuadernos de Nietzsche se encuentran muchos planes diferentes para la serie, la mayoría de los cuales muestran un total de trece ensayos. Los títulos y temas varían con cada entrada, el proyecto fue concebido para durar seis años (un ensayo cada seis meses). Un esquema típico fechado en "Otoño de 1873" dice lo siguiente:
1. El Filisteo en la cultura.
2. Historia.
3. El filósofo.
4. El erudito.
5. Arte.
6. El maestro.
7. Religión.
8. Estado, Guerra, Nación.
9. La prensa.
10. Ciencias naturales.
11. Sociedad folklórica.
12. Comercio.
13. Lenguaje.
Nietzsche abandonó el proyecto después de completar sólo cuatro ensayos, y pareció perder interés después de la publicación del tercero. 

## David Strauss, el confesor y escritor
En su libro David Strauss: el confesor y el escritor, Nietzsche critica la obra de Strauss La antigua y la nueva fe: una confesión (1871), que Nietzsche presenta como un ejemplo del pensamiento alemán de la época. Nietzsche pinta la "nueva fe" de Strauss (mecanismo universal científicamente determinado basado en la progresión de la historia) como una lectura vulgar de la historia al servicio de una cultura degenerada, y ataca polémicamente no sólo al libro, sino también a Strauss como un filisteo de la pseudocultura.

## Sobre la utilidad y el prejuicio de la historia para la vida

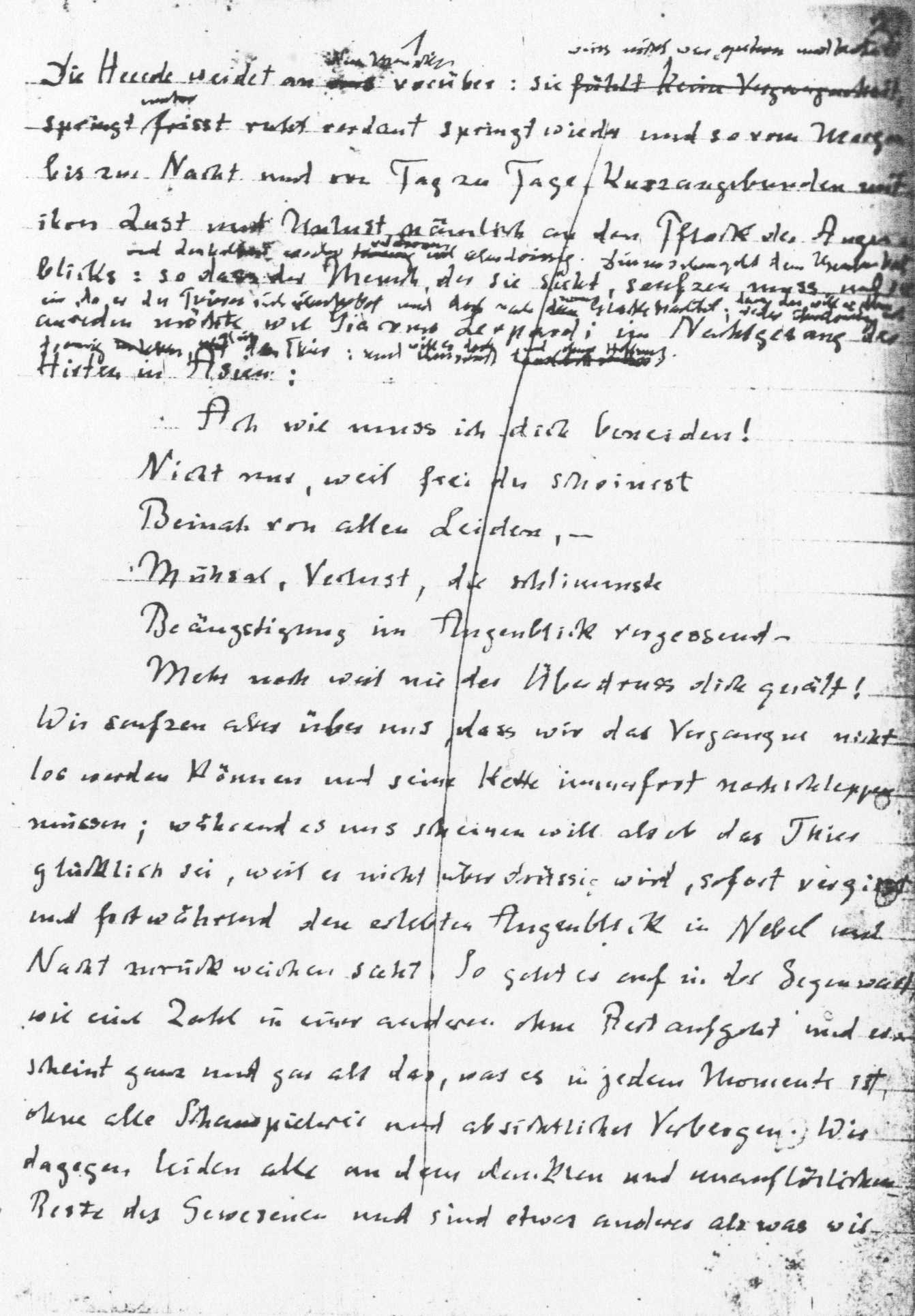
Borrador de la segunda intempestiva

Sobre la utilidad y el prejuicio de la historia para la vida ofrece, en lugar de la visión predominante del "conocimiento como fin en sí mismo", una forma alternativa de leer la historia, una en la que vivir la vida se convierte en la preocupación principal, junto con una descripción de cómo esto podría mejorar la salud de una sociedad. También introduce un ataque contra los preceptos básicos del humanismo clásico.
En este ensayo, Nietzsche ataca tanto el historicismo del hombre (la idea de que el hombre es creado a través de la historia) como la idea de que uno puede tener un concepto objetivo del hombre, ya que un aspecto importante del hombre reside en su subjetividad. Nietzsche amplía la idea de que la esencia del hombre no reside dentro de él, sino más bien por encima de él, en el siguiente ensayo, "Schopenhauer als Erzieher" ("Schopenhauer como educador"). Glenn Most argumenta a favor de la posible traducción del ensayo como "El uso y abuso de los departamentos de historia para la vida", ya que Nietzsche usó el término Historie y no Geschichte . Además, alega que este título puede tener su origen a través de Jacob Burckhardt , quien se habría referido al tratado de Leon Battista Alberti , De commodis litterarum atque incommodis ( Sobre las ventajas y desventajas de los estudios literarios , 1428). Glenn Most sostiene que lo inoportuno de Nietzsche aquí reside en que pide un retorno, más allá del historicismo, al humanismo de Humboldt y, tal vez incluso más allá, al primer humanismo del Renacimiento.
Este ensayo en particular es notable por mostrar el elitismo cada vez más estridente que Nietzsche estaba desarrollando dentro de su mente. La tesis "inoportuna" de Nietzsche va directamente en contra de la modernidad democrática al afirmar agresivamente la prescindibilidad de la masa mayoritaria de la humanidad y el único significado de la historia que reside únicamente en los "grandes individuos":
 A mí me parece que las masas merecen la pena ser observadas sólo en tres aspectos: primero, como copias borrosas de los grandes hombres, presentadas en papel de mala calidad y con planchas de impresión desgastadas; luego, como resistencia contra los grandes hombres y, finalmente, como instrumentos de trabajo de los grandes. Por lo demás, que se las lleve el diablo y las estadísticas.

## Schopenhauer como educador
Schopenhauer como educador (" Schopenhauer als Erzieher "), 1874, describe cómo el genio filosófico de Schopenhauer podría provocar un resurgimiento de la cultura alemana. Nietzsche presta especial atención al individualismo, la honestidad y la firmeza de Schopenhauer, así como a su alegría, a pesar del notorio pesimismo de Schopenhauer.

## Richard Wagner en Bayreuth
Richard Wagner en Bayreuth (es decir, después de un intervalo de dos años desde el ensayo anterior), investiga la música, el drama y la personalidad de Richard Wagner, de manera menos halagadora de lo que podría sugerir la amistad de Nietzsche con su protagonista. El borrador original fue de hecho más crítico que la versión final. Nietzsche consideró no publicarlo debido a sus actitudes cambiantes hacia Wagner y su arte. Su amigo, el entusiasta wagneriano Peter Gast , lo convenció de volver a redactar el artículo y lo ayudó a preparar una versión menos polémica.